# Georg Kloß

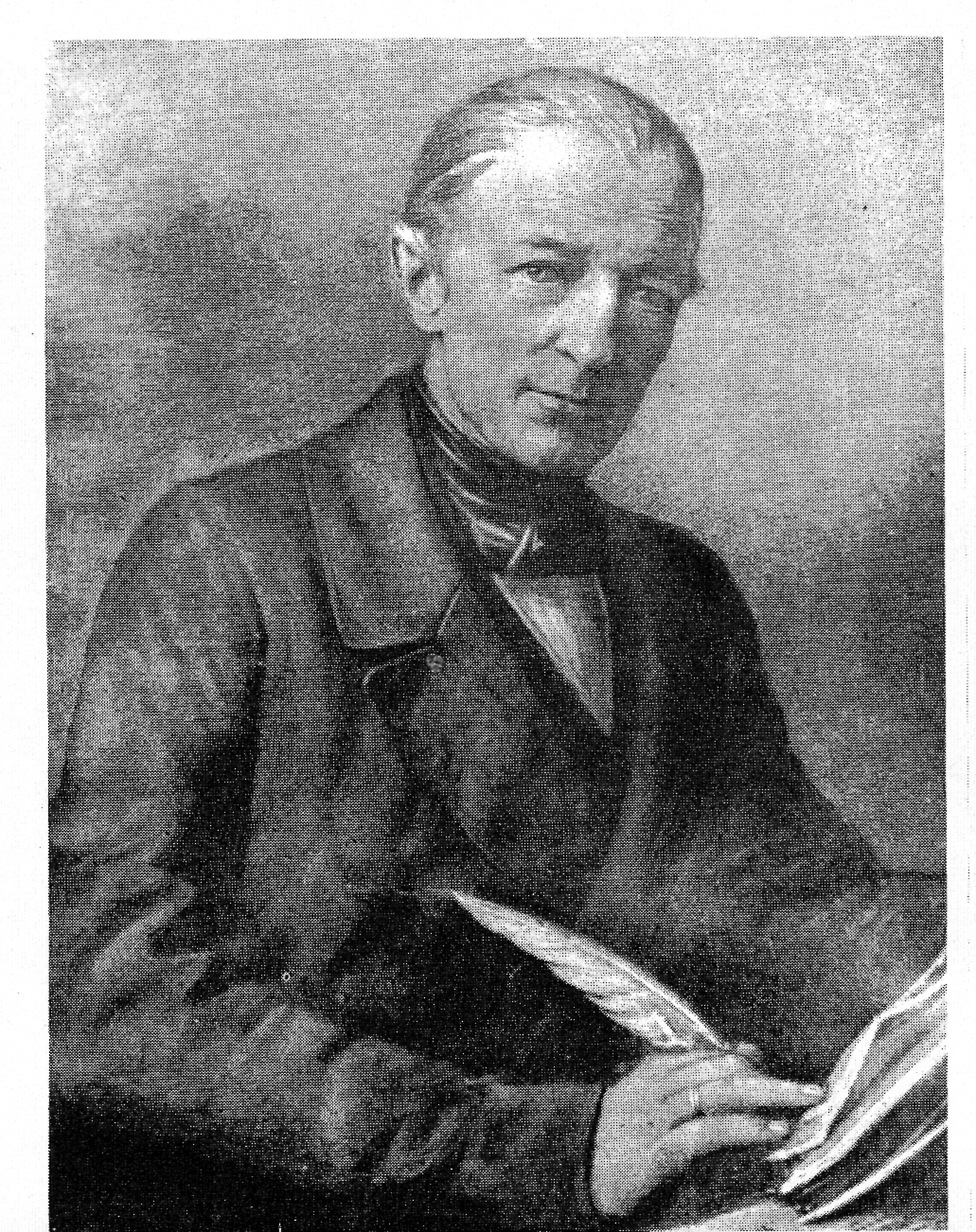
Georg Kloß, Porträt von Johann Heinrich Hasselhorst

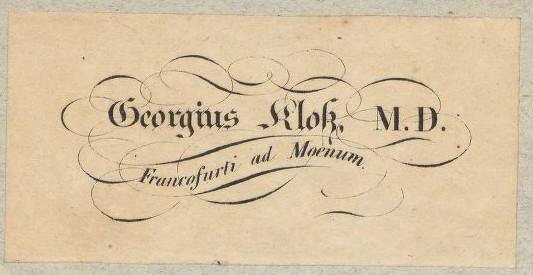
Kloß' Exlibris

Johann Georg Burckhard Franz Kloß, auch Kloss (* 31. Juli 1787 in Frankfurt am Main; † 10. Februar 1854 ebenda) war ein deutscher Arzt, Sammler von Büchern, insbesondere Bibliografien, und Historiker.

## Leben
Georg Kloß erhielt zunächst Privatunterricht und besuchte dann das Gymnasium, wo er 1805 eine Schülerverbindung Palatia gründete. Er wurde von seinem Vater, einem Wundarzt, zum Medizinstudium angehalten. Er begann es an der Ruprecht-Karls-Universität Heidelberg, wo er sich der Landsmannschaft Suevia anschloss. Er wechselte an die Georg-August-Universität Göttingen, wo er mit anderen Studenten am 14. Januar 1809 eine Landsmannschaft der Rheinländer stiftete. Anfang Februar 1809 vereinigte sie sich mit dem Corps Hannovera Göttingen. Seine Studentenzeit in Heidelberg und Göttingen spiegelt sich in seinem Briefwechsel mit seinem Heidelberger Coätanen Alexander Stein.
Nach der Promotion 1809 zum Dr. med. in Göttingen begann er 1810 seine ärztliche Tätigkeit am Rochusspital in Frankfurt am Main, wo er um 1817 zum Nachfolger des Chefarztes Johann Christian Ehrmann avancierte. Die ärztliche Tätigkeit trat bald in den Hintergrund seiner sonstigen, vielfältigen Interessen, für die er bekannt wurde. 1813 ernannte ihn Carl Theodor von Dalberg zum Professor einer noch zu gründenden medizinischen Hochschule, die jedoch nicht verwirklicht wurde. Den Titel durfte er jedoch weiter führen. 1814 heiratete er Johannette Maria Philippine Siebert. Mehr als durch seine Tätigkeit als Arzt wurde er durch seine ausgeprägte bibliographische Sammelleidenschaft bekannt. Seine Sammlung von Paläotypen war von außergewöhnlichem Umfang und ging mit seinem Tod an die Stadtbibliothek Frankfurt über.
Einen Teil seiner Bibliothek ließ er schon 1835 auf Grundlage eines bei Sotheby’s in London erschienenen gedruckten Auktionskataloges in englischer Sprache versteigern (siehe auch den Hinweis bei Bernhard Adelmann von Adelmannsfelden) und nutzte auch in der Folgezeit das Preisgefälle zwischen Deutschland und England aus, indem er Bücher und Bibliotheken in Deutschland günstig ankaufte und in London vermarkten ließ.
Kloß wurde 1805 im Alter von 18 Jahren als so genannter „Lufton“ (Bezeichnung für einen Freimaurersohn) in die Loge „Zur Einigkeit“ in Frankfurt zum Freimaurer aufgenommen. 1828 wählen ihn seine Brüder zum Meister vom Stuhl. 1836 wurde er Großmeister des Eklektischen Bundes. Mit mehreren Veröffentlichungen ab 1842 zur Geschichte der Freimaurerei wurde er zum Begründer der freimaurerischen Geschichtsforschung in Deutschland. Sein freimaurerischer Nachlass ging an den Großmeister der Freimaurer Prinz Friedrich der Niederlande, der ihn in Den Haag archivierte und Freimaurern zugänglich machte, heute die Bibliotheca Klossiana im Cultural Masonic Center "Prins Frederik".

## Digitalisierte Bücher mit ex-libris-Vermerk
- Frankfurter Stadtrechtsreformation von 1509
- Albertus Magnus: Liber aggregationis, seu Liber secretorum de virtutibus herbarum, lapidum et animalium

## Werke
- Ueber Melanchthons angebliche Handschriften, welche in dem Catalogue of the Library of Dr. Kloss verzeichnet sind. In: Serapeum 1841, S. 369–377. Digizeitschriften.de
- Annalen der Loge zur Einigkeit, Frankfurt a. M. 1842, Nachdruck Graz 1972. Google Books
- Bibliographie der Freimaurerei, Sauerländer, Frankfurt a. M. 1844, Nachdruck 1970. Google Books
- Die Freimaurerei in ihrer wahren Bedeutung aus den alten und ächten Urkunden der Steinmetzen, Masonen und Freimaurer nachgewiesen. Klemm, Leipzig 1846, Nachdruck 1970. Google Books
- Geschichte der Freimaurerei in England, Irland und Schottland, 1848, Nachdruck 1971.
- Geschichte der Freimaurerei in Frankreich, aus echten Urkunden dargestellt, 2 Bde., Jonghans, Darmstadt 1852 und 1853.

Band 1: Von der Einführung der Freimaurerei in Frankreich bis zur Restauration des Königtums. Google Books
Band 2: Von der Restauration des Konigthums bis zur Juliusrevolution. Google Books
- Das Idiotikon der Burschensprache, herausgegeben mit einer Einführung von Carl Manfred Frommel, Frankfurt a. M. 1931.
- Brüder lagert euch im Kreise. Ein Göttinger Commersbericht des Johann Georg Burckhardt Kloß aus dem Jahre 1809, herausgegeben von Carl Manfred Frommel. Richler, Frankfurt a. M. 1934.
- Aus der Frühzeit des Heidelberger, Tübinger und Göttinger S[enioren-]C[onvents] 1807–1809. Briefwechsel der Heidelberger Schwaben Georg Kloß Rhenaniae und Hannoverae Göttingen und Alexander Stein. Einst und Jetzt, Sonderband 1963.